# Olaf Feldmann

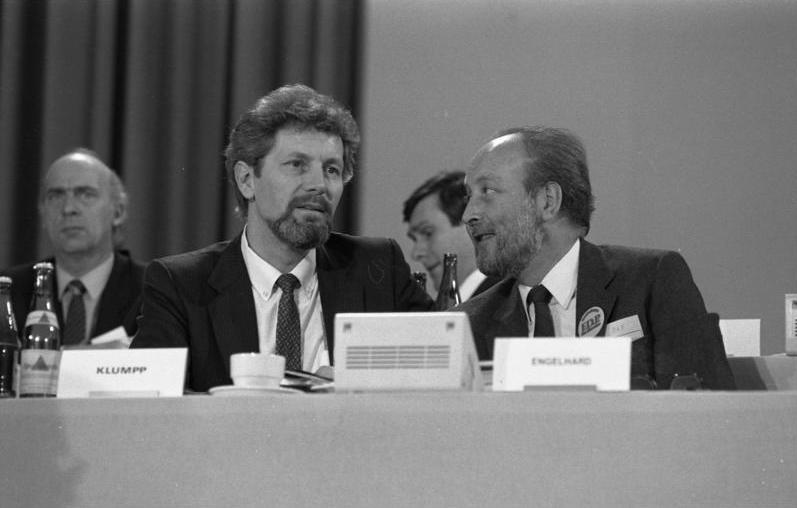
Feldmann (Mitte) 1983 zusammen mit Hans A. Engelhard (rechts)

Olaf Feldmann (* 9. Mai 1937 in Elbing) ist ein deutscher Politiker (FDP).

## Leben
1957 machte Feldmann sein Abitur, danach studierte er Rechts- und Staatswissenschaften in Freiburg im Breisgau, machte 1961 seine erste juristische Staatsprüfung und war danach Assistent und Arbeitsgemeinschaftsleiter an der Universität Freiburg, wo er 1969 seine Promotion und sein Assessorexamen absolvierte. Von 1967 bis 1973 war er als selbständiger Kaufmann tätig, 1973 wurde er Geschäftsführer im Hotel- und Gaststättenverband Baden-Württemberg. Von 1981 bis 1990 war er Mitglied des Beirats der Friedrich-Naumann-Stiftung. Bis heute ist Feldmann bei der Baden-Badener Eberhard-Schöck-Stiftung als Kurator tätig.

## Politische Ämter
1972 trat Feldmann in die FDP ein. Dort war er von 1985 bis 1997 Mitglied im Landesvorstand Baden-Württemberg und von 1990 bis 1995 im Bundesvorstand. Ab 1975 war er Stadtrat in Baden-Baden. Am 29. Januar 1981 trat Feldmann in den Deutschen Bundestag ein, in dem er bis 1998 als Abgeordneter saß. Er war dabei Fremdenverkehrs- und abrüstungspolitischer Sprecher der FDP-Fraktion sowie stellvertretender Vorsitzender des Sportausschusses.
Unterlagen über Feldmanns Abgeordnetentätigkeit befinden sich im Archiv des Liberalismus der Friedrich-Naumann-Stiftung für die Freiheit in Gummersbach.